# 29353 Manu
29353 Manu (1995 OG) là một tiểu hành tinh vành đai chính được phát hiện ngày 19 tháng 7 năm 1995 bởi A. Boattini và L. Tesi ở San Marcello Pistoiese.